# Attalus III van Pergamon
Attalus III (171 – 133 v.Chr.), bijgenaamd Philometor (d.i. die van zijn moeder houdt) en Euergetes (d.i. Weldoener), uit het huis der Attaliden, was koning van Pergamon van 138 tot aan zijn dood.
Zijn kortstondige regering is vooral belangrijk door de wijze waarop zij eindigde: Attalus III vermaakte zijn rijk bij testament aan de Romeinse staat. Waarom hij dat heeft gedaan is niet helemaal duidelijk, temeer daar Attalus nog relatief jong was, en er geen enkele aanwijzing bestond dat hij vroeg zou sterven. Maar uit de heftigheid van de revolutie die volgde op zijn dood, blijkt wellicht dat hij gegronde redenen had om zich te verzekeren tegen de sociale onlusten in zijn rijk. Na een harde strijd tegen de pretendent Aristonicus I, die onder de naam Eumenes III de troon opeiste, maakten de Romeinen ten slotte van zijn rijk de provincia Asia.